# Chicago Midway Airport

i7
i11
i13
Der Midway International Airport (IATA-Code: MDW, ICAO-Code: KMDW) ist einer der Flughäfen der US-amerikanischen Stadt Chicago im US-Bundesstaat Illinois.

## Geschichte
Im Jahr 1923 wurde durch die Chicago Air Park Company ein Gelände zum Fliegen eingerichtet, von dem aus Photo- und Schulflüge durchgeführt wurden. Ab 1927 wurde es offiziell als Chicago Municipal Airport bezeichnet.
Im Jahr 1949 wurde der Flugplatz in „Chicago Midway Airport“ umbenannt und war der erste Flughafen weltweit, der durchschnittlich mehr als 1000 Flugbewegungen täglich verzeichnete.
Bevor in den späten 1950er Jahren der Lokalrivale Flughafen O’Hare ihn überholte, war Midway der am stärksten frequentierte Flughafen der Welt und eines der zentralen Luftfahrt-Drehkreuze für US-amerikanische Fluggesellschaften. United Airlines hatte hier ihr Hauptquartier, und auch American Airlines war vor ihrem Umzug nach New York in den 1930er Jahren hier beheimatet.
Auch die großen europäischen Fluggesellschaften nutzten Midway als Zielort für Transatlantikflüge, die damals meist mit Zwischenlandungen zum Tanken durchgeführt werden mussten. Während die britische BOAC Maschinen des Typs Boeing 377 Stratocruiser einsetzte, nutzten Air France und Lufthansa die Lockheed Super Constellation.
Im Jahr 1959 verzeichnete Midway gut 10 Millionen Passagiere sowie 431.000 Flugbewegungen, im Schnitt also 1.100 tägliche Starts und Landungen. Es war auch das Jahr mit der größten Anzahl von Flügen mit Propellermaschinen weltweit.
Für die ab Ende der 1950er-Jahre immer stärker aufkommenden Düsenflugzeuge der ersten Generation war Midway wegen seiner mit maximal knapp 2000 Meter Länge zu kurzen Landebahnen nicht geeignet.
Am Flughafen O’Hare wurde 1958 ein Terminal für internationale Flüge erbaut. Schon 1961, zwei Jahre nach den Rekordzahlen, war die Anzahl der Passagiere in Midway auf 659.000 gestürzt, und nach der Erweiterung von O’Hare 1962 wurden noch mehr Inlandsflüge dorthin verlagert.
Midway war bis Februar 2008 die wichtigste Basis von ATA Airlines, die Städte in Mexiko und der Karibik von hier aus anflog.

## Lage und Verkehrsanbindung

Lageplan der beiden Flughäfen Chicagos

Midway ist quadratisch mit sich kreuzenden Runways angelegt und liegt im Südwesten der Stadt nahe am Zentrum. Der vor allem von vielen Billigfluggesellschaften angeflogene Flughafen hat den IATA-Code MDW. Für große Langstreckenflugzeuge ist der Airport wegen zu kurzer Landebahnen nicht geeignet. Trotz kräftiger Expansion in den letzten Jahren ist er deutlich weniger genutzt als der Flughafen O’Hare. Größter Nutzer ist derzeit Southwest Airlines.
Die Illinois Route 50 verläuft unter dem Passagierterminal, zudem verläuft die Interstate 55 rund drei Kilometer nördlich des Flughafens. Am Flughafen befindet sich die Endstation der Chicago Elevated Orange Line der Chicago Transit Authority. Daneben wird der Flughafen auch von zahlreichen Buslinien angesteuert.

## Flughafenanlagen

Flughafendiagramm

Der Midway International Airport erstreckt sich über 314 Hektar.

### Start- und Landebahnen
Der Midway International Airport verfügt momentan über insgesamt fünf Start- und Landebahnen. Die Start- und Landebahnen 04R/22L und 13C/31C werden von der kommerziellen Luftfahrt genutzt, die restlichen Start- und Landebahnen werden in der Regel nur von der allgemeinen Luftfahrt genutzt. Die Landebahnen 13C, 31C und 04R verfügen über Instrumentenlandesysteme (ILS).
| Bezeichnung | Maße in Metern | Belag         | Ausrichtung     |
| ----------- | -------------- | ------------- | --------------- |
| 04L/22R     | 1679 × 46      | Asphalt       | Nordost-Südwest |
| 04R/22L     | 1964 × 46      | Asphalt/Beton | Nordost-Südwest |
| 13C/31C     | 1988 × 46      | Asphalt/Beton | Nordwest-Südost |
| 13L/31R     | 1567 × 46      | Asphalt/Beton | Nordwest-Südost |
| 13R/31L     | 1176 × 18      | Asphalt       | Nordwest-Südost |

### Passagierterminal
Der Midway International Airport verfügt über ein Passagierterminal mit drei Concourses und insgesamt 43 Flugsteige. 17 Flugsteige befinden sich in Concourse A, 23 Flugsteige befinden sich in Concourse B, im Concourse C befinden sich drei Flugsteige.

## Fluggesellschaften und Ziele
Der Midway International Airport dient der Billigfluggesellschaft Southwest Airlines als Basis, die Fluggesellschaft hat einen Marktanteil von rund 97 Prozent. Daneben wird er noch von Allegiant Air, Avelo Airlines, Delta Air Lines, Frontier Airlines, Porter Airlines und Volaris genutzt. Im September 2022 wurden Nonstopflüge zu 72 nationalen und 10 internationalen Zielen angeboten. Die internationalen Ziele befanden sich dabei in Jamaika, Kanada und Mexiko.

## Verkehrszahlen
| Jahr | Fluggastaufkommen | Fluggastaufkommen | Fluggastaufkommen | Luftfracht (Tonnen) (mit Luftpost) | Flugbewegungen |
| Jahr | National          | International     | Gesamt            | Luftfracht (Tonnen) (mit Luftpost) | Flugbewegungen |
| ---- | ----------------- | ----------------- | ----------------- | ---------------------------------- | -------------- |
| 2021 | 15.343.261        | 550.334           | 15.893.595        | 22.560                             | 185.956        |
| 2020 | 8.582.976         | 270.972           | 8.853.948         | 20.457                             | 150.198        |
| 2019 | 20.046.124        | 798.736           | 20.844.860        | 19.349                             | 232.084        |
| 2018 | 21.233.323        | 794.414           | 22.027.737        | 20.318                             | 243.322        |
| 2017 | 21.642.687        | 817.549           | 22.460.236        | 20.113                             | 251.341        |
| 2016 | 21.889.697        | 787.892           | 22.677.589        | 19.708                             | 253.046        |
| 2015 | 21.441.744        | 779.755           | 22.221.499        | 22.877                             | 253.519        |
| 2014 | 20.587.652        | 592.181           | 21.179.833        | 23.017                             | 249.252        |
| 2013 | 19.938.311        | 536.241           | 20.474.552        | 23.736                             | 252.126        |
| 2012 | 19.169.588        | 346.539           | 19.516.127        | 25.321                             | 249.913        |
| 2011 | 18.639.373        | 243.797           | 18.883.170        | 23.669                             | 255.227        |
| 2010 | 17.577.360        | 99.053            | 17.676.413        | 25.608                             | 245.533        |
| 2009 | 17.028.761        | 60.604            | 17.089.365        | 22.689                             | 244.810        |
| 2008 | 17.311.644        | 33.991            | 17.345.635        | 12.931                             | 266.341        |
| 2007 | 19.253.846        | 125.009           | 19.378.855        | 13.360                             | 304.657        |
| 2006 | 18.680.663        | 187.725           | 18.868.388        | 15.477                             | 298.542        |
| 2005 | 17.650.436        | 212.402           | 17.862.838        | 17.654                             | 289.579        |
| 2004 | 19.407.906        | 310.330           | 19.718.236        | 26.351                             | 339.508        |
| 2003 | 18.416.197        | 228.175           | 18.644.372        | 23.448                             | 328.025        |
| 2002 | 16.729.451        | 229.778           | 16.959.229        | 75.725                             | 304.304        |
| 2001 | 15.628.805        | 81                | 15.628.886        | 15.569                             | 278.734        |
| 2000 | 15.672.581        | 107               | 15.672.688        | 21.101                             | 298.115        |

### Verkehrsreichste Strecken
| Rang | Stadt                             | Passagiere | Fluggesellschaft            |
| ---- | --------------------------------- | ---------- | --------------------------- |
| 01   | Orlando, Florida                  | 355.740    | Southwest                   |
| 02   | Las Vegas, Nevada                 | 350.500    | Southwest                   |
| 03   | Phoenix–Sky Harbor, Arizona       | 342.040    | Southwest                   |
| 04   | Atlanta, Georgia                  | 326.500    | Delta, Southwest            |
| 05   | Denver, Colorado                  | 286.780    | Southwest                   |
| 06   | Dallas–Love, Texas                | 261.580    | Southwest                   |
| 07   | Tampa, Florida                    | 236.340    | Southwest                   |
| 08   | Houston–Hobby, Texas              | 216.620    | Southwest                   |
| 09   | Minneapolis/Saint Paul, Minnesota | 214.350    | Delta Connection, Southwest |
| 10   | Fort Myers, Florida               | 203.170    | Southwest                   |

## Zwischenfälle
- Am 4. Dezember 1940 stürzte eine Douglas DC-3A-197C der US-amerikanischen United Airlines (Luftfahrzeugkennzeichen NC25678) im Anflug auf den Chicago Municipal Airport 500 Meter vor der Landebahn ab. Aufgrund zu niedriger Geschwindigkeit und Eisbildung an den Tragflächen war es zum Strömungsabriss gekommen. Bei dem Unfall wurden 10 der 16 Insassen getötet, alle drei Besatzungsmitglieder und 7 Passagiere.[15]

- Am 29. Mai 1946 wurde eine Douglas DC-4/C-54A-15-DC der United Airlines (NC30065) bei einem Prüfungsflug auf dem Chicago Municipal Airport derart hart gelandet, dass die Tragflächen und das Fahrwerk brachen. Alle vier Besatzungsmitglieder, die einzigen Insassen, überlebten den Totalschaden. Über das Prüfungsergebnis ist nichts bekannt.[16]

- Am 6. Januar 1947 streifte eine Douglas DC-4/C-54B-5-DO der US-amerikanischen Northwest Airlines (NC95412) kurz vor der Landung auf dem Chicago Municipal Airport einen Beton-Markierungspfeiler und schleuderte herum. Die Maschine fing Feuer und brannte aus. Alle 41 Insassen überlebten.[17]

- Am 10. März 1948 ging eine Douglas DC-4 der US-amerikanischen Delta Air Lines (NC37478) nach einem zunächst normalen Startvorgang vom Chicago Municipal Airport in etwa 60 Meter Höhe in einen fast senkrechten Steigflug über. Es kam zum Strömungsabriss und Absturz, der noch leicht abgefangen werden konnte. Von den 13 Insassen überlebte nur ein einziger Passagier (siehe auch Delta-Air-Lines-Flug 705).[18]

- Am 4. Januar 1951 versuchte der Kapitän einer überladenen Curtiss C-46D-15-CU Commando der Monarch Air Service (N79982), vom Chicago Midway Airport mit zu geringer Leistungseinstellung der Triebwerke zu starten. Es kam zum Strömungsabriss und Kontrollverlust. Bei der Bruchlandung knapp außerhalb des Flughafens brach Feuer aus. Alle 48 Insassen überlebten (3 Besatzungsmitglieder und 45 Passagiere).[19][20]

- Am 17. Juli 1955 unterschritten die Piloten einer Convair CV-340-32 der US-amerikanischen Braniff International Airways (N3422) beim Anflug auf den Flughafen Chicago Midway die Mindestsinkflughöhe und flogen die Maschine am Flugplatzrand in den Boden. Das Flugzeug schlug in Rückenlage auf und fing Feuer. Durch diesem CFIT (Controlled flight into terrain) wurden 22 der 43 Insassen getötet, zwei Besatzungsmitglieder und 20 Passagiere.[21][22]

- Am 20. Februar 1956 musste eine Vickers Viscount 744 der Capital Airlines (N7404) nach einem Landeunfall auf dem Flughafen Chicago Midway als Totalverlust abgeschrieben werden. Unter den 42 Insassen gab es keine Todesopfer.[23]

- Am 15. März 1959 wurde eine Convair CV-240-0 der American Airlines (N94273) im Anflug auf den Flughafen Chicago Midway 1,5 Kilometer vor der Landebahn in den Boden geflogen. Beide Piloten des Frachtflugs überlebten diesem CFIT (Controlled flight into terrain).[24]

- Am 24. November 1959 stürzte eine Lockheed L-1049H Super Constellation der Trans World Airlines (TWA) (N102R) in ein Wohngebiet etwa 400 Meter vom Startflughafen Chicago Midway entfernt. Nach Ausfall eines Triebwerks beim Start kehrten die Piloten dorthin zurück und waren nicht in der Lage, eine angemessene Fluglage zu halten. Alle 3 Besatzungsmitglieder des Frachtfluges sowie 8 Menschen am Boden wurden getötet (siehe auch Trans-World-Airlines-Flug 595).[25][26]

- Am 29. Februar 1960 brach bei einer Lockheed L-1049G Super Constellation der Trans World Airlines (TWA) (N7101C) während des Starts auf dem Flughafen Chicago-Midway das Hauptfahrwerk zusammen. Alle 60 Insassen, 6 Besatzungsmitglieder und 54 Passagiere, überlebten. Die Maschine wurde zum Totalschaden.[27]

- Am 1. September 1961 stürzte eine Lockheed L-049 Constellation der TWA (N86511) nach dem Start vom Flughafen Chicago Midway bei Hinsdale, Illinois (USA) aufgrund eines Schadens am Höhenruder ab. Alle 78 Personen an Bord starben (siehe auch Trans-World-Airlines-Flug 529).[28]

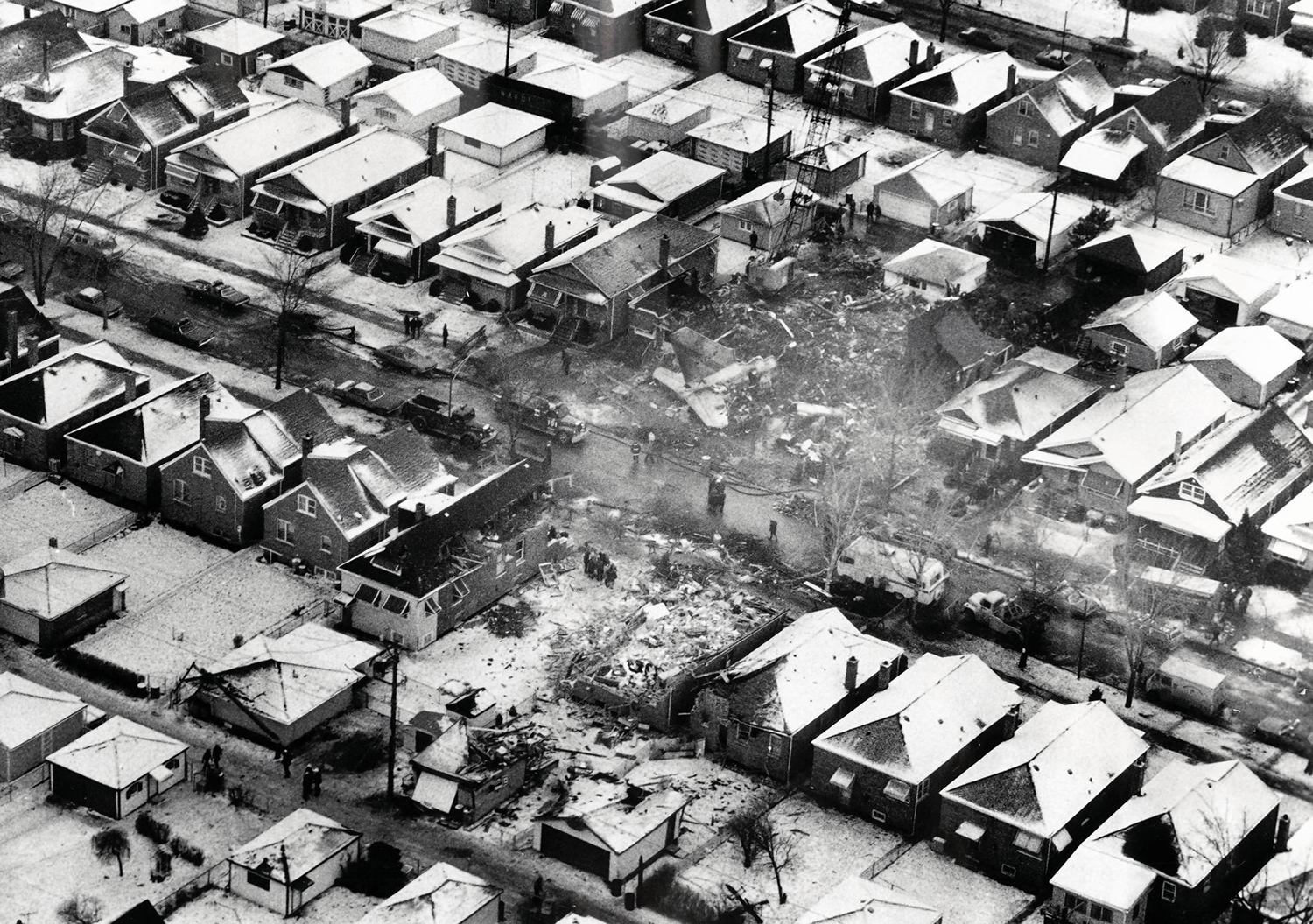
Unfallstelle der Boeing 737 der United Airlines vom 8. Dezember 1972, dem ersten Unfall einer Boeing 737 mit Todesopfern

- Am 8. Dezember 1972 stürzte eine Boeing 737-200 der United Airlines (N9031U) beim Anflug auf den Flughafen Chicago-Midway nach einem Kontrollverlust in ein Wohngebiet. Dabei kamen 43 der 61 Personen an Bord der Maschine und zwei Personen am Boden ums Leben. Es war der erste Unfall einer Boeing 737 mit Todesopfern (siehe auch United-Air-Lines-Flug 553).[29]

- Am 6. August 1976 stürzte ein zur Frachtmaschine umgebauter Bomber des Typs North American TB-25N der Air Chicago (N9446Z) während einer versuchten Notlandung 1200 Meter westlich des Flughafens Chicago Midway ab. Vorausgegangen waren ein Triebwerksausfall und Feuer an Bord. Die beiden Piloten und eine Person am Boden starben.[30]

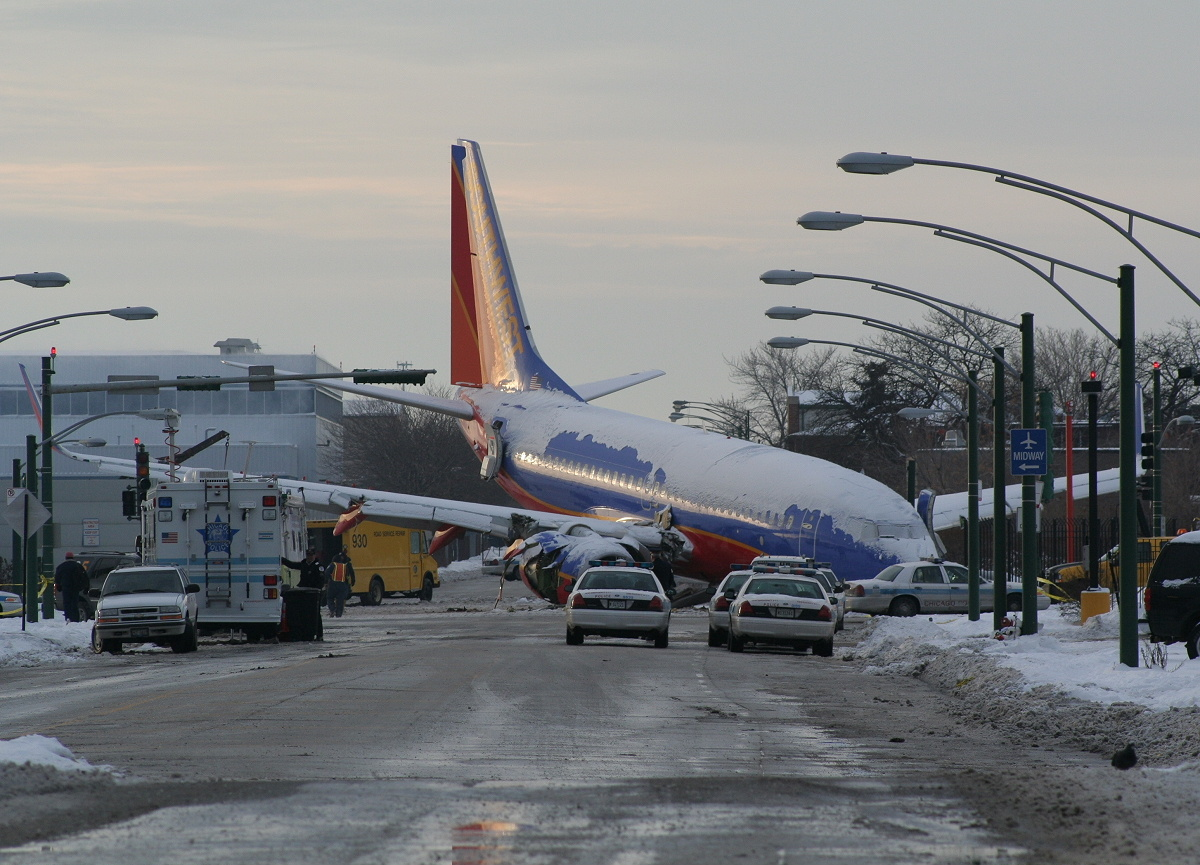
Unfall der Southwest Airlines 2005

- Am 8. Dezember 2005 kam eine aus Baltimore (Maryland) kommende Boeing 737-7H4 der Southwest Airlines (N471WN) mit 103 Personen an Bord bei dichtem Schneetreiben von der Landebahn ab. Sie durchbrach daraufhin den Flughafenbegrenzungszaun und kam erst auf einer dicht befahrenen Straße zum Stehen. Abgesehen von einigen leichten Verletzungen kam niemand im Flugzeug selbst zu Schaden, jedoch begrub das Flugzeug ein Auto unter sich, da während der missglückten Landung neben einem Triebwerk auch das Bugrad abbrach. In diesem Auto saß eine fünfköpfige Familie, deren Sohn getötet wurde. Die amerikanische Verkehrssicherheitsbehörde (NTSB) sprach in einer ersten Reaktion von schwierigen, aber dennoch akzeptablen Bedingungen bei der Landung des Flugzeugs (siehe auch Southwest-Airlines-Flug 1248).